# Joachim Johansson
Joachim "Pim-Pim" Johansson född 1 juli 1982 i Lund, är en svensk professionell tennisspelare som under karriären har vunnit tre singeltitlar, och en dubbel, på ATP-touren. Efter att han den 1 februari 2008 meddelat att han avslutar sin tenniskarriär på grund av skador, driver han nu företaget PimPim Ace Management, där han bland annat hjälper tennis- och golfspelare att förbättra sin teknik.
Den 3 oktober 2008 meddelade Johansson att karriären återupptas då axelskadan är läkt. Den 17 mars 2011 meddelade han emellertid återigen att han slutar - denna gång för gott. 

## Tenniskarriären
Joachim Johansson blev professionell spelare 2000. Han har vunnit tre ATP-titlar i singel och en i dubbel. Som bäst rankades han på nionde plats i singel (februari 2005) och på plats 108 i dubbel (september 2005). Han har spelat in 1 472 136 US$ i prispengar på ATP-touren.
Under säsongen 2005 var den högerhänte Johansson skadedrabbad, bland annat i höger axel, och han genomgick operativa ingrepp för detta under sommaren. Skador ödelade också delar av säsongen 2006. Han spelade dock i ATP-turneringen Stockholm Open och besegrade där italienaren Davide Sanguinetti och den andraseedade spanjoren Rafael Nadal. Senare i Madrid besegrade han bland andra ryssen Nikolaj Davydenko. Säsongen 2007 nådde han i januari semifinal i Adelaide.   
Joachim Johansson har representerat Sverige i Davis Cup under perioden 2003-05. Han har spelat fyra matcher och vunnit två av dem.
Johansson meddelade 1 februari 2008 att han på grund av sina skadeproblem med höger axel avslutar tenniskarriären vid 25 års ålder. Han meddelade samtidigt att han vill satsa på en tränarkarriär. 
Efter att han den 3 oktober samma år meddelat att han återupptar sin spelarkarriär erbjöds han ett wild card till Stockholm Open. I första omgången, och sin första match på ett år, mötte Johansson fransmannen Nicolas Mahut. Comebacken blev en succé och Johansson vann matchen i två raka set, 7-5, 7-6(5). I andra omgången mötte han topseedade argentinaren David Nalbandian som visade sig vara för stark och vann i raka set, 6-3, 6-2.
I Davis Cup 2010 gjorde Johansson ett inhopp i matchen mot Argentina där han förlorade sin match mot Leonardo Mayer. I mars 2011 gjorde han ytterligare en comeback i Davis Cup efter att tidigare under året åkt ut i andra omgången i en challengerturnering i Bergamo. Han vann sin match mot 76:e-rankade Tejmuraz Gabasjvili med 3-0 i set efter ett imponerande servande och hela 33 serve-ess. Matchen slutade 6-3, 7-6 (7-4), 6-4.
Sista större insatsen i karriären kom att bli segermatchen mot Teimuraz Gabasjvili, Ryssland i Davis Cup. Segern gjorde att han avancerade från plats 749 till 537 på världsrankingen. 
Johansson gjorde tillfällig comeback då han genom ett wildcard tog plats i kvalet till Stockholm Open 2013. Kvalet blev ensuccé och Johansson kvalificerade sig för huvudturneringen. I första omgången ställdes han mot colombianen Alejandro Falla som besegrades med 6-1, 6-3. I andra omgången blev dock andraseedade kanadensaren Milos Raonic för svår. Siffrorna skrevs till 6-2, 7-6 (7-3) till Raonic. 

## Spelaren och personen
Smeknamnet "Pim-Pim" fick Joachim som nyfödd, då hans treåriga storebror inte kunde uttala hans namn. Istället sa brodern "Joapim", vilket ledde till "Pim-Pim".
Johansson är i likhet med Björn Borg uppväxt i Södertälje och var en av Sveriges främsta tennisspelare under sin karriär. Hans främsta vapen var serven som tillhör de absolut hårdaste i tennisvärlden. I en match mot Andre Agassi i Australian Open 2005 slog han 51 serve-ess, vilket var då gällande världsrekord, men förlorade ändå matchen. Rekordet i antal slagna serve-ess under en match på ATP-touren slogs av John Isner med 112 ess i den rekordlånga matchen som slutade 70-68 i avgörande set i Wimbledon 2010.
"Pim-Pim" Johansson är en storväxt idrottsman, 198 cm lång och 89 kg tung. Han tränas av Johan Landsberg och gillade främst spel inomhus på snabba underlag. 
Joachim Johanssons far Leif Johansson var också en framgångsrik svensk tennisspelare med goda meriter från Davis Cup under 1970-talet.
Under tre års tid var Johansson sambo med friidrottaren Jenny Kallur i Falun, men i augusti 2008 meddelades att paret brutit förhållandet. Hans nuvarande flickvän heter Johanna Westerberg som spelar golf på Europatouren. I april 2009 förlovade sig paret, i slutet av året fick de en son som heter Leo och sedan 2010 är de gifta.

## ATP-titlar

### Singel
| Teckenförklaring       |
| Grand Slam (0)         |
| ATP Masters Series (0) |
| Tennis Masters Cup (0) |
| ATP-touren (3)         |

| Nr | Datum            | Turnering            | Finalmotståndare | Resultat |
| 1. | 16 februari 2004 | Memphis, USA         | Nicolas Kiefer   | 7–6, 6–3 |
| 2. | 3 januari 2005   | Adelaide, Australien | Taylor Dent      | 7–5, 6–3 |
| 3. | 7 februari 2005  | Marseille, Frankrike | Ivan Ljubičić    | 7–5, 6–4 |

### Dubbel
| Teckenförklaring       |
| Grand Slam (0)         |
| ATP Masters Series (0) |
| Tennis Masters Cup (0) |
| ATP-touren (1)         |

| Nr | Datum        | Turnering       | Partner        | Finalmotståndare              | Resultat |
| 1. | 11 juli 2005 | Båstad, Sverige | Jonas Björkman | José Acasuso Sebastián Prieto | 6-2, 6–3 |